# Biserica Maria Zăpezii din Reșița
Biserica „Maria Zăpezii” (în germană Maria-Schnee-Kirche, în maghiară Havas Boldogasszony-templom) sau simplu Maria Zăpezii este prima biserică romano-catolică din Reșița, situată pe strada Lalescu, nr. 34. Hramul bisericii, Maria Zăpezii, este în 5 august. Pe locul actualei biserici s-a aflat inițial o biserică din lemn. Este cunoscută eronat de către unii localnici ca fiind Biserica Sfântul Anton.

## Istoria bisericii
Biserica a fost construită între 1846–1853, sfințită în 1846. Anterior existase în localitate o biserică de lemn construită în 1771.
La recensământul din 1930 din cei 19.868 de locuitori ai Reșiței, 12.352 s-au declarat romano-catolici, 5.439 ortodocși ș.a.
Hramul bisericii, „Maria Zăpezii”, este sărbătorit anual în duminica apropiată datei de 5 august.
Ansamblul bisericii romano-catolice, biserica și parohia, sunt înscrise în lista monumentelor istorice din județul Caraș-Severin, elaborată de Ministerul Culturii și Patrimoniului Național din România în anul 2010 (cod LMI CS-II-a-B-10932).
Pictura este opera unui artist necunoscut și a fost restaurată de Kurta Cazimir și Aurel Regulsky în anul 1988.
Orga, de tip romantic, a fost construită de Richard Wegenstein din Timișoara în 1929 (firma Leopold Wegenstein și Fiii), cu tractură pneumatică, având două manuale, pedalier și este înzestrată cu 18 registre sunătoare. Ultima restaurare a avut loc în 2010.

## Istoricul structurii etnice a orașului Reșița
Următorul tabel prezintă date culese din recensăminte în funcție de limba maternă vorbită de locuitorii orașului Reșița.

## Activități

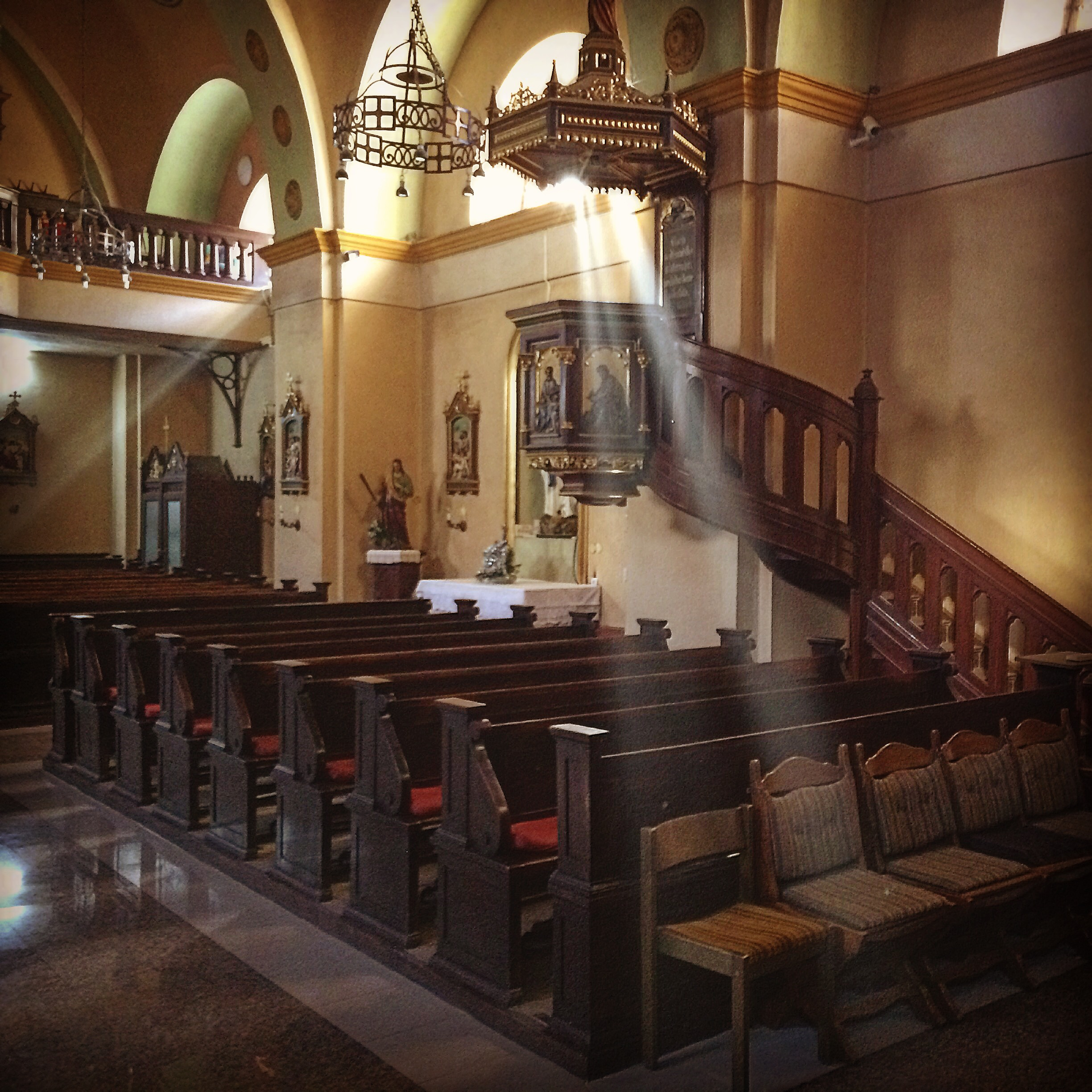
Interiorul bisericii în decembrie 2015.

În prezent se celebrează sfinte liturghii în limbile română, maghiară și germană (rugăciuni în croată și/sau cehă se rostesc uneori de sărbătorile mari). Tot în limbile română, maghiară și germană se desfășoară ore de religie pentru copii, tineri și adulți.
Parohia este afiliată cu Asociația Caritativă „Sf. Vincențiu de Paul”, amplasată relativ în proximitatea parohiei. Filiala Reșita a „Asociației Medicilor Catolici” este și ea înrudită cu Biserica „Maria Zăpezii”.
În fiecare an, în luna ianuarie, parohia „Maria Zapezii” împreună cu întreaga comunitate creștină din Reșița se implică activ în organizarea Octava de Rugăciune pentru Unitatea Creștinilor.
În biserică au loc de asemenea întâlniri de rugăciune ecumenică ale „Cercului ecumenic de femei” al orașului, ce organizează lunar astfel de întâlniri, ele având loc de fiecare dată într-o altă biserică, acoperind confesiunile și riturile  din oraș.

## Lista preoților
Biserica medievală de la Ogășele a funcționat în secolele XIV-XV și a fost distrusă în perioada otomană. De la eliberarea Reșiței de sub ocupația otomană și până în anul 1997 a existat o singură biserică romano-catolică în oraș și o singură parohie atașată ei, Biserica Maria Zăpezii. În anul 2000 s-a înființat o a doua parohie, la Biserica Preasfintei Treimi din Reșița în Govândari. Acolo a fost numit preot paroh preotul Simon Ciubotaru. În septembrie 2013 preotul Janos Varga a fost numit capelan de Reșița, preot care ajută și slujește la ambele parohii. După consacrarea episcopală a parohului József Pál, eveniment care a avut loc în 6 august 2018, va fi numit un nou paroh al Bisericii Maria Zăpezii.
| Nume             | Prenume                  | Anul decesului | An începere slujire | An sfârșit de slujire | Note                                                                |
| ---------------- | ------------------------ | -------------- | ------------------- | --------------------- | ------------------------------------------------------------------- |
| Pilzbach         | Johann Adam              | 1802           | 1772                | 1776                  | Primul preot romano-catolic de după ocupația otomană.               |
| Fritsch          | Lorenz                   | N/A            | 1794                | 1798                  |                                                                     |
| Kempf            | Laurentius               | N/A            | 1798                | 1812                  |                                                                     |
| Aizele           | Matthias                 | 1856           | 1812                | 1836                  |                                                                     |
| Bottka           | Paul                     | 1872           | 1836                | 1845                  |                                                                     |
| Vendeschu        | Augustin Johann          | 1896           | 1845                | 1846                  |                                                                     |
| Einsner          | Georg                    | N/A            | 1846                | 1870                  |                                                                     |
| Bartl            | Anton                    | 1897           | 1870                | 1893                  |                                                                     |
| Löschardt        | Ferdinand                | 1914           | 1893                | 1899                  |                                                                     |
| Pallanik         | Johann                   | 1922           | 1888                | 1910                  |                                                                     |
| Seitz            | Michael                  | 1930           | 1883                | 1892                  |                                                                     |
| Amschlinger      | Franz                    | 1946           | 1894                | 1903                  |                                                                     |
| Gehl             | Othmar                   | 1951           | 1892                | 1903                  |                                                                     |
| Rothmayer        | Siegmund                 | 1902           | 1899                | 1902                  |                                                                     |
| Schummer         | Rudolf                   | 1944           | 1893                | 1907                  |                                                                     |
| Schutz           | Nikolaus                 | N/A            | 1899                | 1901                  |                                                                     |
| Eisele           | Matthias                 | 1944           | 1901                | 1906                  |                                                                     |
| Dietl            | August Gustav            | 1928           | 1901                | 1912                  |                                                                     |
| Misenko          | Josef                    | N/A            | 1902                | 1909                  |                                                                     |
| Pálya            | Matthias                 | 1915           | 1903                | 1915                  |                                                                     |
| Simonich         | Maximilian               | N/A            | 1903                | 1915                  |                                                                     |
| Schiller Szánthó | Géza                     | 1950           | 1908                | 1909                  |                                                                     |
| Elsner           | Josef                    | 1965           | 1911                | 1926                  |                                                                     |
| Schrotz          | Stefan                   | 1967           | 1912                | 1923                  |                                                                     |
| Fiedler          | Stefan                   | N/A            | 1916                | 1923                  |                                                                     |
| Hager            | Nikolaus                 | N/A            | 1917                | 1926                  |                                                                     |
| Fulda            | Paul                     | N/A            | 1922                | N/A                   |                                                                     |
| Blaskovics       | Adalbert                 | 1981           | 1912/1956           | 1929/1981             |                                                                     |
| Rudolf           | Josef                    | N/A            | 1912                | 1921                  |                                                                     |
| Waltner          | Josef                    | 1986           | 1920                | 1923                  |                                                                     |
| Rech             | Karl Géza                | 1956           | 1924                | 1925                  |                                                                     |
| Székely          | Franz                    | N/A            | 1923                | 1930                  |                                                                     |
| Tóth             | Stefan                   | N/A            | 1936                | 1943                  |                                                                     |
| Lischerong       | Matthias                 | 1950           | 1925                | 1950                  |                                                                     |
| Strubert         | Peter                    | 1956           | 1924                | 1932                  |                                                                     |
| Wild             | Josef                    | 1961           | 1927                | 1933                  |                                                                     |
| Lindnder         | Wendelin                 | N/A            | 1925                | 1929                  |                                                                     |
| Eisele           | Josef                    | 1981           | 1926                | 1931                  |                                                                     |
| Juhász           | Tibor                    | N/A            | 1930                | 1938                  |                                                                     |
| Kauschitz        | Antonius                 | N/A            | 1933                | 1939                  |                                                                     |
| Benz             | Johannes                 | 1985           | 1936                | 1942                  |                                                                     |
| Janisch          | Desiderius               | N/A            | 1934                | 1941                  |                                                                     |
| Hönig            | Franz                    | N/A            | 1926                | 1931                  |                                                                     |
| Brosos           | Ludwig                   | N/A            | 1933                | 1938                  |                                                                     |
| Hardt            | Alfons                   | N/A            | 1927                | 1930                  |                                                                     |
| Hauptmann        | Ferdinand                | 1989           | N/A                 | N/A                   | Hirotonit preot la Reșița pe 29 martie 1936.                        |
| Hampel           | Karl                     | N/A            | 1934                | 1937                  |                                                                     |
| Willw            | Andreas                  | N/A            | 1941                | 1946                  |                                                                     |
| Schwartz         | Josef                    | N/A            | 1942                | 1946                  |                                                                     |
| Gerstenengst     | Josef                    | 1992           | 1946                | 1958                  |                                                                     |
| Vöö              | Peter                    | N/A            | 1940                | 1941                  |                                                                     |
| Lackner          | Paul                     | 1987           | 1946                | 1987                  |                                                                     |
| Kokos            | Alexander                | 1954           | 1953                | 1954                  |                                                                     |
| Buding           | Zoltan                   | 1996           | 1955/1995           | 1956/1996             |                                                                     |
| Katic            | Theodor                  | N/A            | 1955                | N/A                   |                                                                     |
| Borth            | Nikolaus Pater Gottfried | N/A            | 1958                | 1959                  |                                                                     |
| Demele           | Vencel                   | 1999           | 1959                | 1963                  |                                                                     |
| Neu              | Anton                    | N/A            | 1963                | 1965                  |                                                                     |
| Babeu            | Mihai                    | N/A            | 1965                | 1972                  |                                                                     |
| Fritz            | Anton                    | N/A            | 1972                | 1974                  |                                                                     |
| Hajdu            | Josef                    | N/A            | 1974                | 1976                  |                                                                     |
| Höher            | Otto                     | 2006           | 1976                | 1978                  |                                                                     |
| Dobra            | Petar                    | N/A            | 1977                | 1979                  |                                                                     |
| Henger           | Michael                  | N/A            | 1978                | 1980                  |                                                                     |
| Nagy             | Carol                    | N/A            | 1979                | 1987                  |                                                                     |
| Dragomir         | Andrei Gheorghe          | N/A            | 1980                | 1982                  |                                                                     |
| Lovasz           | Reinhold                 | N/A            | 1982                | 1983                  |                                                                     |
| Muțiu            | Petru                    | N/A            | 1983                | N/A                   |                                                                     |
| Matei            | Peter Gottlieb           | N/A            | 1983                | 1988                  |                                                                     |
| Pál              | József Csaba             | N/A            | 1987                | 2018                  | Episcop romano-catolic de Timișoara din 2018.                       |
| Szöcs            | László                   | N/A            | 1987                | 1988                  |                                                                     |
| Medek            | Ioan Siegfried           | N/A            | 1988                | 1989                  |                                                                     |
| Catici           | Gheorghe                 | 2019           | 1988                | 1992                  |                                                                     |
| Balogh           | András                   | N/A            | 1988                | 1989                  |                                                                     |
| Wonerth          | László                   | N/A            | 1989                | 1990                  |                                                                     |
| Ebenspanger      | Ferenc                   | N/A            | 1989                | 1990                  |                                                                     |
| Zarioiu          | Iuliu                    | N/A            | 1990                | 1991                  |                                                                     |
| Grega            | Bertram                  | N/A            | 1991                | 1993                  |                                                                     |
| Groza            | Dán                      | N/A            | 1992                | 1993                  |                                                                     |
| Debert           | Reiner                   | N/A            | 1993                | 1994                  |                                                                     |
| Pălie            | Beniamin                 | N/A            | 1994                | 1996                  | Numit preot paroh dupa consacrarea episcopală a lui Pal Jozef Csaba |
| György           | Zoltán                   | N/A            | 1996                | 1998                  |                                                                     |
| Altman           | Josef                    | N/A            | 1997                | 1999                  |                                                                     |
| Conceangă        | Ulderic                  | N/A            | 1997/2001           | 2003                  |                                                                     |
| Fechetă          | Virgil                   | 2015           | 1998                | 1999                  |                                                                     |
| Țâmpu            | Petru                    | N/A            | 1999                | 2001                  |                                                                     |
| Jäger            | Martin                   | N/A            | 2002                | 2004                  |                                                                     |
| Rebegilă         | Petru                    | N/A            | 2004                | 2006                  |                                                                     |
| Lucacela         | Davor                    | N/A            | 2006                | 2008                  |                                                                     |
| Kozovits         | Attila                   | N/A            | 2008                | 2009                  |                                                                     |
| Lunic            | Daniel                   | N/A            | 2009                | 2011                  |                                                                     |
| Varga            | János                    | N/A            | 2013                | N/A                   |                                                                     |

## Legături externe
- Site-ul bisericii Arhivat în 23 mai 2018, la Wayback Machine.

## Vezi și
- Biserica Duminica Preasfintei Treimi din Reșița